# Phoradendron alatum
Phoradendron alatum är en sandelträdsväxtart som beskrevs av Kuijt. Phoradendron alatum ingår i släktet Phoradendron och familjen sandelträdsväxter. Inga underarter finns listade i Catalogue of Life.